# Luciobarbus sclateri
Luciobarbus sclateri, conosciuto in italiano come barbo gitano o barbo andaluso è un pesce della famiglia Cyprinidae.

## Distribuzione
È una specie endemica della penisola Iberica meridionale presente nei fiumi Guadalquivir, Guadarranque, Guadiana, Guadalete, Guadalhorce e Segura.
Popola tratti mediani ed inferiori dei corsi d'acqua, in tratti con corrente lenta. È assente dalla zona dei salmonidi.

## Descrizione
Gli individui adulti sono immediatamente riconoscibili per la livrea molto contrastata tra il dorso nero e il ventre biancastro o giallastro, le due colorazioni sono separate da una linea netta. Il peduncolo caudale è alto. L'ultimo raggio indiviso della pinna dorsale è rigido per metà o più della sua lunghezza ed è seghettato debolmente posteriormente.
Misura fino a 35 cm di lunghezza.

## Biologia
Vive fino a 18 anni.

## Riproduzione
Si riproduce in primavera.

## Conservazione
Le popolazioni sono abbondanti. Risente però della frammentazione ambientale causata dalla diminuzione di portata dei fiumi a causa dell'estrazione di acqua.